# Пандринь
Пандри́нь (фр. Pandrignes, окс. Pandrinhas) — коммуна во Франции, находится в регионе Лимузен. Департамент — Коррез. Входит в состав кантона Тюль-Кампань-Сюд. Округ коммуны — Тюль.
Код INSEE коммуны — 19158.
Коммуна расположена приблизительно в 410 км к югу от Парижа, в 85 км юго-восточнее Лиможа, в 9 км к юго-востоку от Тюля.

## Население
Население коммуны на 2008 год составляло 172 человека.
| 1962 | 1968 | 1975 | 1982 | 1990 | 1999 | 2008 |
| ---- | ---- | ---- | ---- | ---- | ---- | ---- |
| 159  | 181  | 152  | 126  | 139  | 155  | 172  |

## Экономика

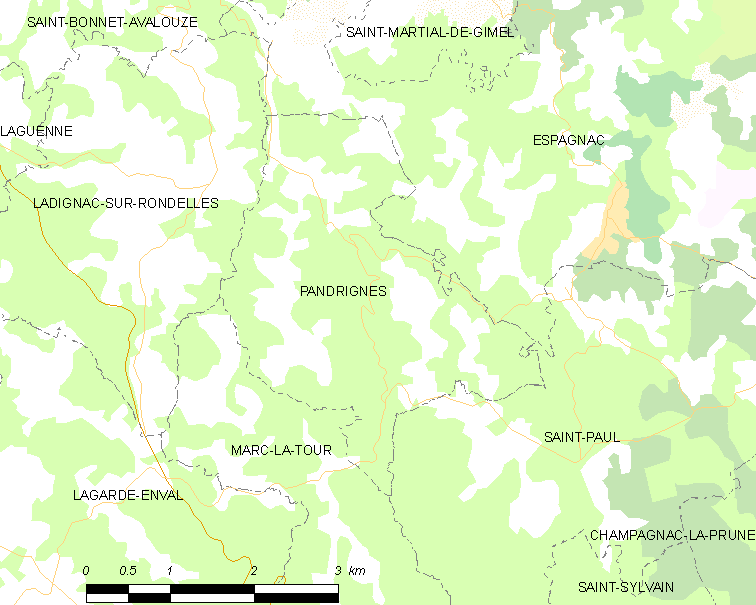
Карта коммуны

В 2007 году среди 113 человек в трудоспособном возрасте (15-64 лет) 80 были экономически активными, 33 — неактивными (показатель активности — 70,8 %, в 1999 году было 72,7 %). Из 80 активных работали 76 человек (41 мужчина и 35 женщин), безработных было 4 (2 мужчин и 2 женщины). Среди 33 неактивных 11 человек были учениками или студентами, 15 — пенсионерами, 7 были неактивными по другим причинам.